# Andrena figurata
Andrena figurata là một loài Hymenoptera trong họ Andrenidae. Loài này được Morawitz mô tả khoa học năm 1866.